# اوژا (کمون)
اوژا (به فرانسوی: Augea) یک کمون در فرانسه است که در canton of Beaufort واقع شده‌است. اوژا ۷٫۵۲ کیلومتر مربع مساحت دارد.